# Pupalia scandens
Pupalia scandens är en amarantväxtart som beskrevs av Adriano Fiori. Pupalia scandens ingår i släktet Pupalia och familjen amarantväxter. Inga underarter finns listade i Catalogue of Life.